# Les Chroniques de Viy : Les Origines du mal
Pour les articles homonymes, voir Les Chroniques de Viy et Les Origines du mal.
Série Chroniques de Viy
Les Chasseurs de démons
(2018)
Pour plus de détails, voir Fiche technique et Distribution.
Les Chroniques de Viy : Les Origines du mal (Гоголь. Начало, Gogol. Natchalo) est un film russe réalisé par Egor Baranov, sorti en 2017, inspiré de l'ouvrage de Gogol, Les Soirées du hameau.
Une suite intitulée Les Chroniques de Viy : Les Chasseurs de démons sort en 2018.

## Synopsis
En l'an 1829, le jeune Nicolas Gogol, commis judiciaire dans la troisième section de la Chancellerie impériale à Saint-Pétersbourg, souffre de crises d'épilepsie durant lesquelles il se met à avoir d'étrangers visions et à avoir une écriture automatique de mots sans sens apparent. Au moment précis où Gogol a ses crises, des meurtres se produisent ailleurs en Russie.
Pour l'aider sur son enquête sur des meurtres, l'enquêteur Yakov Petrovitch Gouro va avoir recours aux visions de Gogol.

## Fiche technique
Sauf indication contraire, les informations mentionnées dans cette section peuvent être confirmées par la base de données cinématographiques IMDb,  présente dans la section « Liens externes ».
- Titre original : Гоголь. Начало, Gogol. Natchalo
- Titre français : Les Chroniques de Viy : Les Origines du mal[1]
- Réalisation : Egor Baranov
- Scénario : Natalia Merkoulova et Alexeï Tchoupov
- Photographie : Sergueï Trofimov
- Montage : Alexandre Ivanov
- Musique : Ryan Otter
- Pays d'origine : Russie
- Format : Couleurs — 35 mm
- Genre : aventure, horreur
- Durée : 107 minutes
- Date de sortie :
  -  Russie : 31 août 2017

## Distribution
- Oleg Menchikov : Yakov Petrovitch Gouro
- Alexandre Petrov : Nicolas Gogol
- Sergueï Badiouk : Vakoula
- Evgueni Stytchkine : Alexandre Christophorovitch Binkh
- Artiom Tkatchenko : Alexeï Danichevski
- Taissia Vilkova : Elisabeta Andreïevna Danichevskaïa